# Shine Louise Houston
Shine Louise Houston ist eine US-amerikanische Filmregisseurin und Drehbuchautorin queer-feministischer Pornofilme, die sie mit der von ihr gegründeten Firma Pink & White Productions  in San Francisco produziert. Sie ist in manchen ihrer Filme auch als Kamerafrau und Darstellerin aktiv. Ihre Filme sind Unterhaltung für Erwachsene, die die Komplexität von queerem sexuellem Begehren abbildet. Mehrere Filme von Shine Louise Houston wurden mit Preisen ausgezeichnet. Über ihre Video-on-Demand-Website PinkLabel.TV vertreibt Houston die Produkte unabhängiger queerer Pornofilmemacher.

## Beruflicher Werdegang
Shine Louise Houston schloss ihr Studium in Filmwissenschaften am renommierten San Francisco Art Institute mit einem Bachelor ab. Danach arbeitete sie fünf Jahre lang im Sexshop Good Vibrations in der San Francisco Bay Area, der von Frauen betrieben wurde. In dieser Zeit fiel ihr eine Nachfrage nach authentischen Pornofilmen auf, die von Frauen und queeren Menschen produziert wurden. Dies war für sie der Anlass, selbst solche Filme zu produzieren und hierfür die Firma Pink and White Productions zu gründen. Über Shine Louise Houstons Video-on-Demand-Website PinkLabel.TV, die sich zu fairen Arbeitsbedingungen bekennt, werden nicht nur Houstons eigene Filme, sondern auch die anderer unabhängiger queerer Pornofilmemacher vertrieben.
2005 drehte die Regisseurin mit Jiz Lee in der Hauptrolle ihren ersten Spielfilm Crash Pad. Zentrum dieses Films und der später folgenden gleichnamigen Serie ist eine geheime Wohnung in San Francisco, in der queerer Sex gelebt werden soll. Die Schlüsselgewalt hat eine Schlüsselverwalterin, die von Houston selbst gespielt wird. Die einzige Regel besteht darin, dass der Schlüssel nach siebenmaligem Gebrauch an eine andere Person weitergegeben werden muss.
Nach dem Erfolg von Crash Pad arbeitete die Regisseurin in schneller Folge in diesem Genre weiter: Ihr zweiter Spielfilm, Superfreak, folgte 2007. Darin spielt Shine Louise Houston einen Geist in der Gestalt des Sängers Rick James. Dieser ergreift von Menschen Besitz, um sie in Superfreaks mit großartigem Sexualleben zu verwandeln.
2007 drehte sie In Search of the Wild Kingdom, 2008 Champion. Aus dieser Zeit stammen auch mehrere Kurzfilme sowie eine auf Crash Pad basierende erfolgreiche Internet-Serie.
Außerdem rief sie das digitale Medienforum Heavenlyspire ins Leben, das sich auf männliche Schönheit und Sexualität konzentrierte.

## Filmischer Ansatz

### Grundzüge
Shine Louise Houston hofft, in ihrer Arbeit Dimensionen des Begehrens zu zeigen, die bislang beim Publikum im Unbewussten lagen. Ihre Produktionsfirma Pink & White Productions produziert nach eigenen Angaben Unterhaltung für Erwachsene, die die Komplexität von queerem sexuellem Begehren abbildet. Die Technologie des Internets sieht die Regisseurin als Schlüssel an: Nicht nur der Widerstand gegen Stereotype sei damit möglich, sondern auch die Erfindung neuer, dynamischer repräsentativer Paradigmen von schwarzer Weiblichkeit.
Basis der sexuellen Handlungen in den Filmen ist das ausdrückliche Einverständnis der Beteiligten, das auch während einer Szene noch widerrufen werden kann.
Im Unterschied zu anderen Filmemachern versteht und vermarktet sie ihr Werk ausdrücklich als eine spezielle Form von Pornografie, die die Begriffe Pornografie, schwarzes Kino, queeres Kino und schwarzes queeres Kino zur Diskussion stellt. Für ihre „einzigartige Filmvision“ erhielt Shine Louise Houston großen Zuspruch in der Presse und eine Reihe von Auszeichnungen. Ihre Filme zeigten die „falsche Dichotomie zwischen schwarzem feministischen Denken und Antipornografie und antisexueller Rhetorik“. Auf überzeugende Weise fingen die Filme zum einen den Geist der unabhängigen schwarzen Filmproduktion der 1980er und 1990er Jahre ein. Zum anderen loteten sie Symbole, Mythen und Repräsentationen des frühen lesbischen Filmemachens aus, so etwa das Begehren und sexuelle Handlungen zwischen People of Color und Weißen ebenso wie schwarze Butch- und Transgender-Erscheinungsformen.
Shine Louise Houston würde sich, wie sie in einem Interview mit Ariane Cruz sagte, nicht notwendigerweise als Feministin bezeichnen. Es sei auch nie ihre Absicht gewesen, feministische Pornografie zu produzieren. Dennoch glaube sie, dass Pornografie das Potential oder sogar eine gewisse Verantwortung habe, feministisch zu sein.

### Exemplarisches Beispiel: In Search of the Wild Kingdom
In Search of the Wild Kingdom ist Shine Louise Houstons dritter Spielfilm, ein Mockumentary, also eine Parodie auf das Genre Dokumentarfilm. Darin macht sich die fiktionale Filmemacherin Georgia Mann mit einem Filmteam auf, um authentischen lesbischen Sex in San Francisco zu beobachten, aufzunehmen, zu analysieren und daraus den Film Real Lesbians of San Francisco zu machen. In der Einleitung zu In Search of the Wild Kingdom wird dem Publikum mitgeteilt, dass der gleich gezeigte Film den Produktionsprozess des Filmes von Georgia Mann filmisch begleitet habe, um daraus den Dokumentarfilm In Search of the Wild Kingdom zu machen.
Vor dem Beginn der Handlung erscheint ein Zitat aus Ecce Homo von Friedrich Nietzsche auf der Leinwand: Um zu werden, wer man sei, müsse man nicht wissen, wer man sei. Damit gibt Shine Louise Houston einen Hinweis darauf, dass sie sich, anders als bei Pornofilmen üblich, an ein aktives und bewusstes Publikum wendet.
Georgia Mann wird von Shine Louise Houston als feministische Filmemacherin gezeichnet, die lesbische Frauen und ihre Sexualität mit einer fragwürdigen Einstellung nähert. Sowohl die Suche Manns nach Authentizität als auch deren Darstellung werden von Shine Louise Houston ironisch gebrochen. Georgia Mann übernimmt hier die ethnozentrische und vom Westen geprägte Stimme der Sozialwissenschaft, spielt aber auch mit den Themen Identität, Voyeurismus und sexuelle Bestätigung. Georgia Mann ersetzt in diesem Film den weißen männlichen Zuschauer und repräsentiert den Typ Zuschauerin, die sich zwar der Hierarchien bewusst ist und keinen rein maskulin und patriarchalisch geprägten Blick hat, aber von beiden beeinflusst ist. Lesbische Sexualität wird von ihr ausschließlich durch den voyeuristischen, heteronormativen Blick gezeigt, für den Georgia Mann steht.
Shine Louise Houston baut in In Search of the Wild Kingdom einen angebliches Making-of eines weiteren Dokumentarfilms ein, der in Wirklichkeit nur fiktional ist. Darin werden als High Femmes konnotierte Frauen mit rasierten Unterarmen und Schambereichen bei vermeintlich authentischem lesbischen Sex gezeigt; die Kamera ist jedoch so positioniert, dass das Publikum einen ungehinderten Blick auf die Geschlechtsteile der Frauen hat, was auf einen männlichen Zuschauer abstellt. Es gibt Unterschiede zwischen der Eröffnungsszene dieses Making-of-Films und der ersten Szene des Films von Georgia Mann. Dort werden Safe-Sex-Maßnahmen hervorgehoben, die Frauen gehören verschiedenen Ethnien an und ihre Körper entsprechen keinen gängigen Schönheitsidealen. Auch wird ein weiterer Mythos des lesbischen Sexuallebens, die Monogamie, ausgehebelt. Auf diese Weise benutzt Houston In Search of the Wild Kingdom, um Kategorien und Etiketten – etwa weibliche Sexualität und lesbischer Sex –  aufzuweichen und die Filmgenres Dokumentarfilm und Making-of in Bezug auf die Authentizität des Dargestellten zu hinterfragen.

## Filmografie (Auswahl)
- 2005 The Crash Pad (Spielfilm); Regie
- 2007 Superfreak (Spielfilm); Regie und Schauspiel (Rick James’ Geist)
- 2007 In Search of the Wild Kingdom; Regie
- 2007 Matt and Khym: Better Than Ever (Dokumentarfilm); Produktion
- 2008 Bill and Desiree: Love Is Timeless (Dokumentarfilm); Produktion
- 2009 Champion: Love Hurts (Spielfilm), Regie[21]
- 2014 Bed Party: Eden Alexander and Sebastian Keys (Kurzfilm); Regie und Schauspiel (Shine Louise Houston)
- 2014 Put the Needle on the Record (Kurzfilm); Regie, Drehbuch, Produktion
- 2016 Snapshot (Spielfilm); Regie, Drehbuch[22]
- 2018 Birthday (Kurzfilm); Regie
- 2020 Chemistry Eases the Pain (Spielfilm); Regie
- 2020 Camera and I (Kurzfilm); Regie
- Fortlaufend: Vierzehntägige Folgen der Serie Crash Pad (Stand September 2020: Über 300 Folgen)

## Auszeichnungen (Auswahl)
- 2007 Gewinn eines Feminist Porn Award, Toronto, Kanada: The Wild Search[23]
- 2009 Gewinn eines Feminist Porn Award Toronto, Kanada: The Crash Pad Series #1[23]
- 2009 Official Selection Frameline San Francisco International LGBTQ Film Festival: Champion:Love Hurts[24]
- 2009 Gewinn eines Feminist Porn Award Toronto, Kanada: Champion:Love Hurts und The Crash Pad Series #2 Unlocked[24]
- 2010 Nominierung beim AVN Award für Champion: Love Hurts als bester Videospielfilm[24]
- 2014 Gewinn eines Feminist Porn Award: Bed Party[23]
- 2015 Nominierung für den Feminist Porn Award: Put the Needle on The Record, CrashPadSeries.com und CrashPad’s Guide to Fisting[23]
- 2015 Gewinn eines Feminist Porn Award: Heavenly Spire Volume One[23]
- 2017 Gewinn des Publikumspreises beim Annual Kinky Film Festival in New York City: Snapshot[25]
- 2018 Nominierung für einen Feminist Porn Award: Birthday[26]

## Würdigung
LaMonda Horton-Stallings, Professorin an der Georgetown University, sieht in Shine Louise Houstons Werk den Beweis dafür, dass eine neue Generation schwarzer Frauen im Kulturbereich sich in der feministischen Pornografie einen Ort geschaffen haben,
Davor seien schwarze Frauen nur in wenigen kulturellen Nischen präsent gewesen: in einem Musikgenre, das allzu oft nur mit vergangenen Generationen in Verbindung gebracht wird, sowie Biopics und historisch orientierten Dokumentarfilmen. Shine Louise Houston habe sich als Produzentin nicht nur außerhalb der gegen Pornografie eingestellten Haltung der frühen schwarzen Rhetorik gestellt, sondern mit ihren Filmen gezeigt, wie schwarze Filmemacherinnen Sexualität und Begehren für Menschen jedes Genders, jedes Aussehens und jeder Sexualität darstellen können. Damit habe sie einen Beitrag zur differenzierteren Darstellung von Sexualität im Allgemeinen geleistet.
In In Search of the Wild Kingdom gehe Louise Shine Houston von den Gegebenheiten aus: Über Generationen mussten schwarze Frauen mit ihrer Unsichtbarkeit leben, es existierte der sexuelle Mythos der schwarzen Frau und das Wissen über lesbisches Sexualleben sei gering. Die Produzentin sei daraufhin auf der Basis ihrer Lektüre von Audrey Lorde, Alice Walker, Patricia Hill Collins und Tracey A. Gardner neue Wege gegangen. Houstons Werk, so Stallings, stelle Stereotypen auf den Prüfstand und frage, was schwarze Frauen vor allem im Bereich Sexualität im Film abbilden dürfen und was nicht.
Ariane Cruz, Professorin an der Pennsylvania State University, lobte die Kameraführung, die phantasiereichen Handlungsabläufe und die Diversität der Darsteller in Bezug auf deren Ethnie, Gender und Körper.
Positiv sei, dass die Regisseurin von den vorherrschenden Trends bei der Darstellung sexueller Begegnungen zwischen verschiedenen Ethnien abweiche. So fehlten in Shine Louise Houstons Filmen die gängigen Signifikanten für eine exzessive Sexualität schwarzer Frauen. Dies sei ein Ausscheren aus den üblichen Konstellationen, die bei der Interaktion von Weißen und Farbigen auf Dominanz und Submission abzielen.
Die US-amerikanische Schriftstellerin Malinda Lo äußerte in einem Interview die Meinung, Shine Louise Houston kenne die Branche und habe eine Fülle von Ideen für die Produktion von heißen Filmen auf der Grundlage einer politischen Überzeugung (im englischsprachigen Original: „...both hot and politically aware.“).
Theresa Ganotz sieht viele der Charakteristika queerfeministischer Pornografie in Crashpad umgesetzt. So liege ein Schwerpunkt auf der dargestellten und geförderten Kommunikation der Darsteller miteinander, was in der Handlung beispielsweise durch Fragen zu individuellen Bedürfnisse umgesetzt werde. Auch würden die Figuren in Rahmenhandlungen in Beziehung zueinander gezeigt. In Interviews mit den Darstellern im Making-of, das über das Bonusmaterial zugänglich ist, würden deren Motivationen deutlich. Überzeugend sei  auch  die  Darstellung von authentisch wirkenden Orgasmen  und Praktiken, die allen Beteiligten Lust und Freude vermittelten. Positiv ist in Ganotz Augen ebenfalls das Zeigen von Großaufnahmen der Gesichter mit dem Wechsel von Emotionen und Veränderungen im körperlichen Wahrnehmen wie Hautrötungen und Schweiß statt der im Mainstream üblichen Großaufnahmen von Genitalien.
Cherie Seise vertritt die Meinung, dass in Shine Louise Houstons Werken die authentische Sexualität von homosexuellen Männern, femininen Männern und Transfrauen, vor allem die der people of color, zu wenig berücksichtigt werde.
Bei aller Anerkennung der Verdienste von Shine Louise Houston merkt Cherie Seise dennoch kritisch an, dass in Crashpad Houston das voyeuristische Vergnügen der Regisseurin zu einem Element des Szenarios werde. Zwar hat Houston in der Tat geäußert, sie sei von Natur aus voyeuristisch und diese Rolle ihr daher wie auf den Leib geschnitten. Allerdings werden die Figuren nicht heimlich beobachtet: Houston tritt ihnen gegenüber als Kamerafrau auf, wenn sie neuen Figuren den Schlüssel zur Wohnung gibt und sie wissen lässt, dass sie das Geschehen filmen werde.